# Diocesi di Banja Luka

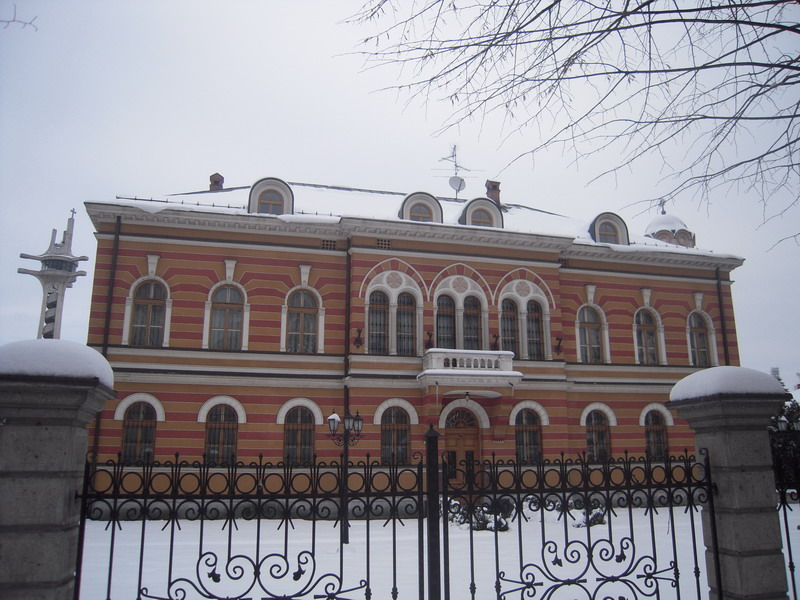
Il palazzo vescovile di Banja Luka

La diocesi di Banja Luka (in latino Dioecesis Bania Lucensis) è una sede della Chiesa cattolica in Bosnia ed Erzegovina suffraganea dell'arcidiocesi di Sarajevo. Nel 2023 contava 24.229 battezzati su 730.000 abitanti. È retta dal vescovo Željko Majić.

## Territorio
La diocesi comprende la parte occidentale della Bosnia.
Sede vescovile è la città di Banja Luka, dove si trova la cattedrale di San Bonaventura.
Il territorio si estende su 16.457 km² ed è suddiviso in 48 parrocchie.

## Storia
La diocesi di Banjaluka è stata eretta il 5 luglio 1881 con la bolla Ex hac augusta di papa Leone XIII, ricavandone il territorio dall'arcidiocesi di Sarajevo, di cui è divenuta suffraganea.
Il 31 dicembre 1985 ha adottato il nome attuale con la grafia staccata.
A seguito delle guerre degli anni novanta la diocesi ha perduto più della metà degli abitanti e quasi in proporzione di battezzati cattolici.

## Cronotassi dei vescovi
Si omettono i periodi di sede vacante non superiori ai 2 anni o non storicamente accertati.
- Marijan Marković, O.F.M. † (27 marzo 1884 - 20 giugno 1912 deceduto)
- Josip Stjepan Garić, O.F.M. † (14 dicembre 1912 - 30 giugno 1946 deceduto)
  - Sede vacante (1946-1951)
- Dragutin Čelik † (15 dicembre 1951 - 11 agosto 1958 deceduto)
- Alfred Pichler † (22 luglio 1959 - 15 maggio 1989 ritirato)
- Franjo Komarica (15 maggio 1989 - 8 dicembre 2023 ritirato)
- Željko Majić, dall'8 dicembre 2023

## Statistiche
La diocesi nel 2023 su una popolazione di 730.000 persone contava 24.229 battezzati, corrispondenti al 3,3% del totale.
| anno | popolazione | popolazione | popolazione | presbiteri | presbiteri | presbiteri | presbiteri                | diaconi | religiosi | religiosi | parrocchie |
| anno | battezzati  | totale      | %           | numero     | secolari   | regolari   | battezzati per presbitero | diaconi | uomini    | donne     | parrocchie |
| ---- | ----------- | ----------- | ----------- | ---------- | ---------- | ---------- | ------------------------- | ------- | --------- | --------- | ---------- |
| 1950 | 180.000     | 620.000     | 29,0        | 101        | 30         | 71         | 1.782                     |         | 4         | 310       | 50         |
| 1959 | 120.000     | 650.000     | 18,5        | 63         | 18         | 45         | 1.904                     |         | 22        | 108       | 37         |
| 1969 | 104.448     | 382.859     | 27,3        | 51         | 27         | 24         | 2.048                     |         | 29        | 133       | 36         |
| 1980 | 128.832     | 1.274.600   | 10,1        | 82         | 28         | 54         | 1.571                     |         | 56        | 154       | 44         |
| 1990 | 91.664      | 1.143.000   | 8,0         | 87         | 28         | 59         | 1.053                     |         | 62        | 147       | 50         |
| 1999 | 49.800      | 550.000     | 9,1         | 60         | 15         | 45         | 830                       |         | 46        | 56        | 47         |
| 2000 | 55.400      | 550.000     | 10,1        | 66         | 21         | 45         | 839                       |         | 46        | 53        | 47         |
| 2001 | 51.700      | 550.000     | 9,4         | 69         | 21         | 48         | 749                       |         | 49        | 62        | 47         |
| 2002 | 45.213      | 560.000     | 8,1         | 73         | 22         | 51         | 619                       |         | 52        | 76        | 47         |
| 2003 | 41.961      | 560.000     | 7,5         | 78         | 23         | 55         | 537                       |         | 56        | 79        | 47         |
| 2004 | 41.113      | 550.000     | 7,5         | 74         | 23         | 51         | 555                       |         | 51        | 79        | 47         |
| 2006 | 39.792      | 550.000     | 7,2         | 68         | 20         | 48         | 585                       |         | 48        | 93        | 48         |
| 2012 | 36.520      | 550.350     | 6,6         | 63         | 21         | 42         | 579                       |         | 49        | 91        | 48         |
| 2015 | 34.361      | 540.000     | 6,4         | 67         | 26         | 41         | 512                       |         | 42        | 97        | 48         |
| 2018 | 30.151      | 836.000     | 3,6         | 69         | 23         | 46         | 436                       |         | 47        | 88        | 48         |
| 2020 | 27.661      | 778.000     | 3,6         | 62         | 19         | 43         | 446                       |         | 44        | 82        | 48         |
| 2022 | 24.660      | 735.000     | 3,4         | 59         | 20         | 39         | 417                       |         | 40        | 87        | 48         |
| 2023 | 24.229      | 730.000     | 3,3         | 61         | 21         | 40         | 397                       |         | 40        | 82        | 48         |